# Optical Access Network
Un Optical Access Network (abrév. OAN) rassemble des liaisons d’accès à Internet, ayant les mêmes interfaces côté réseau, qui sont prises en charge par des systèmes de transmission avec accès optique. Le réseau OAN peut comprendre un certain nombre de réseaux ODN reliés à un même équipement de terminaison OLT.